# Milktub
milktub（日语：ミルクタブ），1991年組團，1990年代末期全面投入樂壇的日本雙人音樂組合。有興奮劑搖滾音樂（日语：ドーピングロックンロール）之稱，並以『愚蠢般的提早進行不是很酷嗎（速くておバカでかっちょいい）』作為樂團的口號，樂曲作品類型大多以朋克搖滾為主。

## 成員
- bamboo（日语：バンブー，本名：竹内博，1973年7月24日—／主唱、作詞、作曲）

PC遊戲開發公司OVERDRIVE代表、樂團milktub的隊長。
- 第一星☆光（日语：一番星☆光／いちばんぼし ひかる，1974年6月4日—／吉他、作詞、作曲、編曲）

支援樂手
下面的所有樂手都是在milktub舉辦LIVE演唱和進行樂曲錄製時會前來支援的樂手。
ms-jacky、齋藤、鈴木正樹、宮崎京一、內田稔 等

## 來歷
milktub的主唱bamboo他除了從事音樂活動之外，同時還有從事美少女遊戲製作人進行戀愛遊戲的開發活動。2001年，《青青校樹》系列首部曲發行時，內容滿載了bamboo以他自己學生時代校園生活當遊戲捏他題材而一躍成名。並在成名之後，於2003年成立株式會社Kitchen-Guys-Factory和遊戲品牌OVERDRIVE。同時讓遊戲內登場的虛構樂團「PROMOTER」積極展開戶外宣傳及進行演唱會等活動。
2008年4月起，milktub以「OVERDRIVE NIGHT TOUR2008」活動的名義，在東京、名古屋、大阪這3地作為主辦活動的據點，舉辦「東名阪祭」。
而milktub的歌曲「Don't Mind Baby」、「Project ×」等等乍聽之下雖然是山寨版音樂作品，但milktub卻主張發表說「抱著對原創尊重的態度，朝著著作權的極限挑戰」。
2009年4月起，bamboo與聲優民安友繪2人一起在文化放送的網路電台『超！A&G+』擔任節目的主持人。
此外，bamboo是中央學院大學的畢業生。他花了5年的時間才完成大學學業。

## 概要
milktub樂團的前身是主唱bamboo他在16歳的時候，受到當時日本國內搖滾樂團興盛時期的影響，從地下樂團起家的一個無名樂團。2年後的1991年，時年18歳的bamboo通報用「milktub」這個名稱正式踏入樂壇。結成之後，以bamboo他的出身地千葉縣為活動根據地的起源點。至1999年，歷經了繁複的成員變動之後，milktub才固定成為bamboo跟第一星☆光為中心的2人團體，而他們2人從小就是童年玩伴長大。從此以後，milktub以雙人樂團正式在展露頭角。
結成初期，受到電子流行音樂組合電氣魔軌的影響，milktub本來是成員有7個人的電子音樂團體。但在拜松山一志（黑夢的前團員）為師之下，milktub的音樂路線轉變成為現在的搖滾路線作為他們的主流。還有，由於milktub借了大筆現金來大量生產他們的CD之因素，開始在位於池袋的陽光廣場經常向女高中生推銷及販售自己的CD、及接信用卡廣告歌曲的製作來償還債務。但是在這之中，milktub接了一款叫《BODY HACKER》的成人電玩遊戲主題歌曲製作而開始投入這項領域。
milktub聽了師傅松山說「身為專業的銷售人士雖然會有一口氣將商品在當天賣完的時候，但在不再進行重新販售時的想要讓生活可以維持更久的話，就從現在開始好好做完我交待給你們的工作吧」與建議一致的忠告後。他們選擇了大型玩具公司萬代的下游設計公司前往上班，在那裡修行3年一直擔任遊戲的企劃。
就在上班期間，milktub覺得即使沒有四處去聆聽現場演唱會，一定可以創作出比一聽立即就吸引上萬人去聽還要更具有影響力的遊戲主題歌。因此決定跟公司請辭，自主擔任美少女遊戲的導演，開發出了他們的第一部成人電玩遊戲《少女歌手 ～思想曲～》。
至於milktub領隊的bamboo由於身兼美少女遊戲品牌OVERDRIVE的代表，因此參加的活動大多跟包含動畫、遊戲、抱枕等等的秋葉原系文化有著很深的關係（舉例來說例幾度辦過抱枕奇祭（下述））。
不只如此，milktub還透過積極舉辦群眾募資的活動，作為將來推出新作遊戲或遊戲續作的企劃與開發。

## 抱枕奇祭
抱枕奇祭是由milktub主辦、讓參加者可以隨意揮舞著抱枕搖擺的日本節日之演唱會名稱。對於舉辦這項活動的起源者、milktub的回答是：有一次看到前來參加演唱會的觀眾揮舞著螢光棒時因為不小心揮飛出去結果發生意外，於是就提出了「抱著很又柔軟的抱枕的話就不會覺得危險了」的結論，並從2010年10月的「是男子漢的話DAKI-MAKU-LIVE」第一次實施。可是實際實施之後，milktub陸續收到許多歌迷說「抱枕會吸收聲音就聽不到了」、「變成只是慶祝而不是演唱會了」等等一致的意見，因此從翌年2011年的「抱枕奇祭2」開始舉辦milktub他們正式的奇祭。
在這個節日裡，抱枕被又稱作“新娘”，並且在一個群體中像波浪一樣上下跳動、並抱著稱作“新娘”的抱枕相互敲擊。

## 音樂作品

### 出道前
- Rock'n'Roll Travel
- Happy Go!!
- Self Re-mix
- Sister of fear
- Sisters of fear Self Bootleg
- Ever Green
- Ever Green＋3

### 出道後

#### 單曲
|     | 發行日期      | 單曲名稱（日文名稱）   | 規格編號   | 最高排名 |
| --- | ------------- | ---------------------- | ---------- | -------- |
| 1st | 2010年2月10日 | 笨蛋，GO，HOME（）     | LACM-4687  | 第26名   |
| 2nd | 2011年3月9日  | 我討厭星期一（）       | LACM-4785  | 第80名   |
| 3rd | 2011年10月5日 | Hi-Ho!!                | LACM-4862  | 第95名   |
| 4th | 2013年7月31日 | 有頂天人生             | LACM-14115 | 第70名   |
| 5th | 2017年4月26日 | 順其自然地吵鬧起來（成るがまま騒ぐまま） | LACM-14592 | 第105名  |

#### 專輯
|        | 發行日期       | 專輯名稱（日文名稱） | 規格編號   | 規格編號   | 最高排名 |
| 限定盤 | 發行日期       | 專輯名稱（日文名稱） | 通常盤     |            | 最高排名 |
| ------ | -------------- | -------------------- | ---------- | ---------- | -------- |
| 1st    | 2008年12月24日 | SMILE ENERGY         | LACA-35824 | LACA-5824  |          |
| 2nd    | 2009年12月23日 | MAKE ME HAPPY        | －         | LACA-5991  |          |
| 3rd    | 2011年8月24日  | 20step voltex        | LACA-35145 | LACA-15145 | 第148名  |
| 4th    | 2014年1月22日  | 春夏冬ROCK'N'ROLL    | LACA-15371 |            | 第118名  |
| 5th    | 2017年6月28日  | M25                  | LACA-15651 |            | 第133名  |

#### 精選專輯
|        | 發行日期      | 專輯名稱（日文名稱）                                        | 規格編號   | 規格編號            | 最高排名 |
| 限定盤 | 發行日期      | 專輯名稱（日文名稱）                                        | 通常盤     |                     | 最高排名 |
| ------ | ------------- | ----------------------------------------------------------- | ---------- | ------------------- | -------- |
| 1st    | 2008年3月26日 | milktub 15th ANNIVERSARY BEST ALBUM BPM200 ROCK'N'ROLL SHOW | －         | LACA-9108/LACA-9109 | 第46名   |
| 2nd    | 2022年8月31日 | M30 ～名曲專輯～（M30 ～名曲アルバム～）                                        | LACA-35005 | LACA-25005          | 第48名   |

## 提供作品

### 遊戲
- 青青校樹
- 青青校樹2 戀愛的Special Summer（日语：グリーングリーン2 恋のスペシャルサマー）
- 青青校樹3 Hello Good-Bye（日语：グリーングリーン3 ハローグッバイ）
- 活力鐘聲（日语：鐘ノ音ダイナティック）
- Edelweiss（日语：エーデルワイス (ゲーム)）
- Edelweiss 詠傳Fantasia（日语：エーデルワイス (ゲーム)）
- 閃耀☆星（日语：キラ☆キラ）
- 閃耀☆星 Curtain Call（日语：キラ☆キラ）
- DEARDROPS（日语：DEARDROPS）
- 朱 -Aka-
- CARNIVAL（日语：CARNIVAL (ゲーム)）
- Kissing!! under the mistletoe（日语：Kissing!! under the mistletoe）
- SWAN SONG（日语：SWAN SONG）
- 物心物少女（日语：モノごころ、モノむすめ。）
- Virgin Snow
- Re:（日语：Re: (ゲーム)）
- 神風☆探險者！
- code_18（日语：code_18）

### 動畫
- 笨蛋，測驗，召喚獸
  - 「笨蛋，GO，HOME（日语：バカ・ゴー・ホーム）」（電視動畫第1期片尾曲）
  - 「笨蛋，個室，孤獨飯」（電視動畫第2期第7問片尾曲）
  - 「Hi-Ho!!」（電視動畫第2期第11問片尾曲）
  - 「我討厭星期一（日语：月曜はキライ）」（OVA片尾曲）
- 30歲的健康教育
  - 「learn together（日语：learn together）」（電視動畫片尾曲，但只負責作詞）
- 有頂天家族
  - 「有頂天人生」（第1期片頭曲、除了第13話當片尾曲使用之外）
  - 「順其自然地吵鬧起來」（第2期片頭曲）

### 歌手、聲優
- 伊藤香奈子
- 井上美由（日语：井上みゆ）
- AiRI（舊藝名：UR@N）
- 大野麻里奈
- 後藤邑子
  - GO TO SONG（日语：GO TO SONG）
- 佐藤裕美
  - 裕美酒
  - GoAHEAD
- 中原涼（日语：中原涼 (歌手)）
- NANA（日语：NANA (歌手)）
- 橋本美雪
- YURIA（日语：YURIA）
  - YURIA
  - YURIA2
- yozuca*
- 遠藤正明
- 田村由香里
- 千葉紗子
- 第二文藝社（日语：第二文芸部）

## 腳註

## 相關項目
- Kitchen-Guys-Factory（日语：キッチンガイズファクトリー）
- OVERDRIVE

## 外部連結
- milktub official website （页面存档备份，存于） （日語）
- OVERDRIVE OFFICIAL WEBSITE （页面存档备份，存于） （日語）
- milktub official myspace （日語）
- milktub（Bamboo）的X（前Twitter）（日語）
- milktub（第一星☆光）的X（前Twitter） （日語）